# Borki (Kruklanki)
Borki (deutsch Borken, Forst) ist eine kleine Siedlung in der polnischen Woiwodschaft Ermland-Masuren, die zur Landgemeinde Kruklanki (Kruglanken) im Powiat Giżycki (Kreis Lötzen) gehört.

## Geographische Lage
Borki liegt am Nordwestufer vom Siewener See (polnisch Jezioro Żywy) im nördlichen Osten der Woiwodschaft Ermland-Masuren. Bis zur einstigen Kreisstadt Angerburg (polnisch Węgorzewo) sind es 25 Kilometer in nordwestlicher Richtung, während die heutige Kreisstadt Giżycko (Lötzen) 18 Kilometer in südwestlicher Richtung entfernt liegt.

## Geschichte
Die vor 1785 Mosdehnen und nach 1785 zunächst Borcken genannte Försterei und spätere Oberförsterei war im Jahre 1818 ein Forstamtssitz mit zwei Feuerstellen und 33 Einwohnern, nur 500 Meter östlich von Mosdzehnen (polnisch Możdżany), in dessen Gemeindebezirk sie lag. Am 6. Mai 1874 wurde der Gutsbezirk Borken, Forst, Sitz des gleichnamigen Amtsbezirks im Kreis Angerburg im Regierungsbezirk Gumbinnen der preußischen Provinz Ostpreußen.
Im Jahr 1910 zählte der Gutsbezirk Borken, Forst, 98 Einwohner. Am 30. September 1929 schlossen sich die Gutsbezirke Borken, Forst und Heydtwalde, Forst (polnisch Budziska Leśne) zum neuen Gutsbezirk Borker Heide, Anteil Kreis Angerburg, Forst, zusammen, der weiterhin zum Amtsbezirk Borken gehörte.
In Kriegsfolge kam Borki 1945 mit dem südlichen Ostpreußen zu Polen und trägt seither die polnische Namensform Borki. Die Siedlung ist Teil des Schulzenamtes (polnisch sołectwo) Możdżany (Mosdzehnen, 1930–1945 Borkenwalde) innerhalb der Landgemeinde Kruklanki (Kruglanken) im Powiat Giżycki (Kreis Lötzen), vor 1998 der Woiwodschaft Suwałki, seither der Woiwodschaft Ermland-Masuren zugehörig.

## Religionen
Borki war bis 1945 in die evangelische Kirche Kruglanken in der Kirchenprovinz Ostpreußen der Evangelischen Kirche der Altpreußischen Union und in die katholische Kirche St. Bruno in Lötzen (polnisch Giżycko) im Bistum Ermland eingepfarrt.
Heute gehört Borki zur katholischen Pfarrei Kruklanki im Bistum Ełk (Lyck) der Römisch-katholischen Kirche in Polen bzw. zur Pfarrei Giżycko – mit den Filialkirchen in Pozezdrze und Wydminy – in der Diözese Masuren der Evangelisch-Augsburgischen Kirche in Polen.

## Verkehr
Borki liegt wenige hundert Meter östlich von Możdżany (Mosdzehnen, 1930–1945 Borkenwalde) an der westlichen Uferstraße vom Siewener See, die bis nach Żywy (Siewen) führt. Einen Bahnanschluss gibt es nicht.